# Italienska republikens förtjänstorden

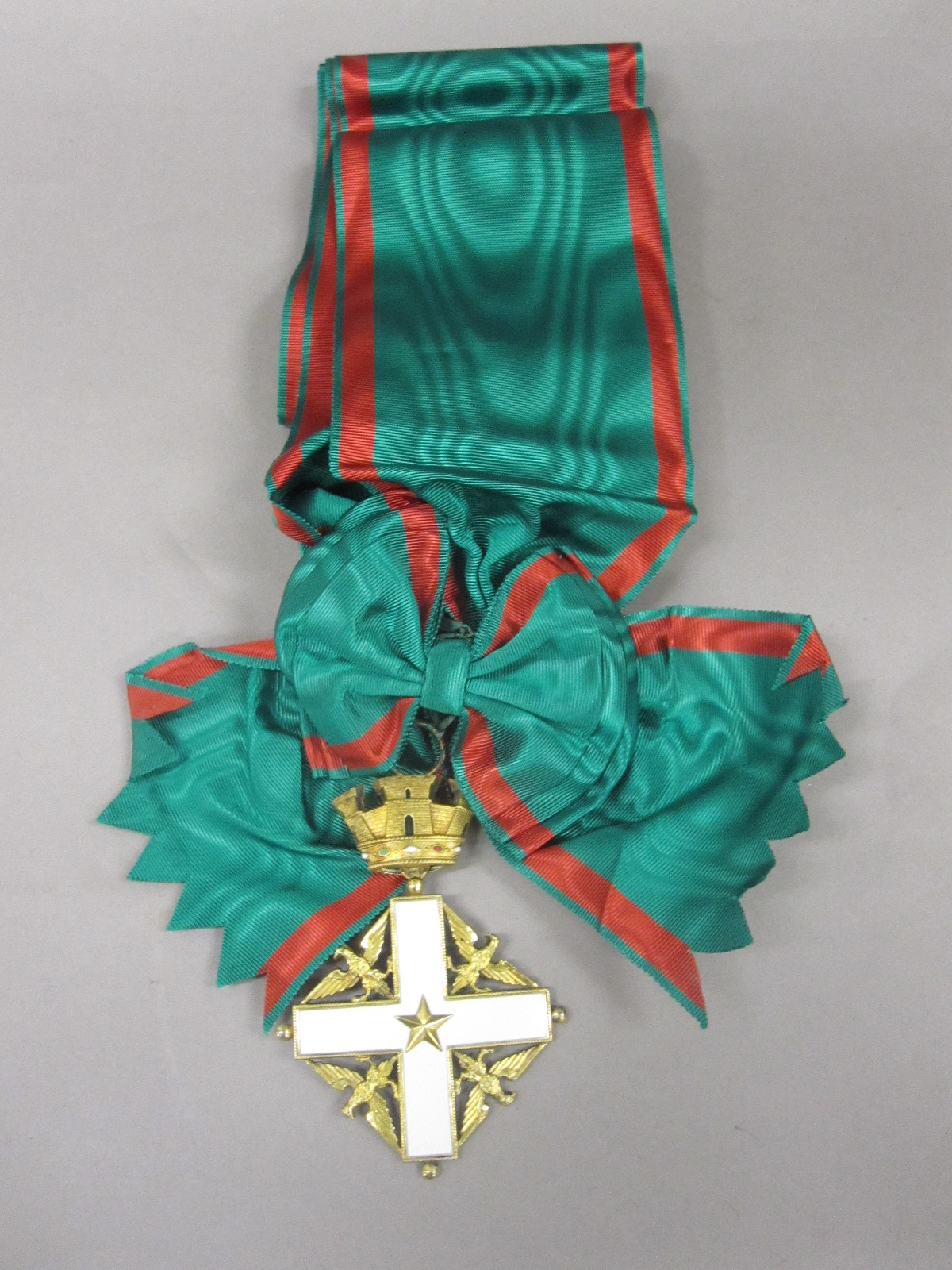
Italienska republikens förtjänstorden

Italienska republikens förtjänstorden (italienska: Ordine al merito della Repubblica Italiana), är en italiensk orden instiftad 1951 av italienska regeringen som ersättning för tidigare kungliga ordnar. Det är republikens högst rankade orden och delas ut för "meriter som förvärvats av nationen" inom litteratur, konst, ekonomi, offentlig service och sociala, filantropiska och humanitära verksamheter och för lång och iögonfallande service inom civil och militär karriär. Ordens förkortning är OMRI.